# 欧肯河
欧肯河（达斡尔语：《达汉对照词典》记音符号）位于中国内蒙古自治区东北部，是嫩江上游右岸的一条支流，发源于鄂伦春自治旗中部南樟松岭村（隶属黑龙江省大兴安岭地区加格达奇区白桦乡管辖）东南，蜿蜒向东南流经鄂伦春旗大杨树镇四平山村、欧肯河农场和莫力达瓦达斡尔族自治旗国营欧肯河农场（原欧肯河镇）等地，过莫力达瓦红彦镇欧富村后转东北流，至老董点西北汇入嫩江。河流全长163千米，流域面积1602平方千米，河道平均比降2.23‰，年均径流量3.41亿立方米。欧肯河流域上游为浅山区，多林木；中下游两岸土地肥沃，是重要的商品粮产地。